# Cinque egemoni
I cinque egemoni (lingua cinese: 五霸; pinyin: wǔ bà) sono i titoli dati, durante il periodo delle primavere e degli autunni, in Cina, agli stati che in successione presero l'egemonia sugli altri stati vicini.
Si può notare che, mentre l'egemonia dovrebbe essere associato con gli stati, il termine viene invece generalmente, associato con la persona del sovrano che ha guidato il rispettivo stato nel periodo in questione.

## Il sistema degli egemoni
Il concetto di egemonia è nato con la debolezza della dinastia regnante, la dinastia Zhou orientale. 
Nel sistema feudale, messo in piedi dai loro predecessori, la dinastia Zhou occidentale, il potere reale era stato sufficiente ad ottenere l'obbedienza della maggior parte dei vassalli, ed a mantenere un forte esercito centrale. Ma con la morte del re You di Zhou ed i saccheggi della capitale Hao (una località nelle vicinanze dell'attuale Xi'an nella provincia dello Shaanxi), nel 771 a.C., resero, di fatto, insostenibile la posizione centrale della corte e da allora in poi, dipendente dalla protezione degli stati vicini.
Installati nella nuova capitale, Luoyang, gli zhou orientali non avevano più che un'autorità nominale, utile soltanto per sostenere i titoli e la dignità dei grandi feudatari, mentre gli stati divennero a poco a poco indipendente.
In questo mosaico di stati, alcuni principati tra i più grandi e più forti presero temporaneamente il sopravvento sugli altri. I principi di questi stati sono stati poi in grado di convocare e guidare alleanze, e avevano un ruolo di guida nelle diverse confederazioni. Questi stati sono stati considerati come egemonie.

## I cinque egemoni
A seconda delle fonti, si trovano liste più o meno simili, la più accreditata è la seguente:
- Duca Huan di Qi (cinese: 齐桓公)
- Duca Wen di Jin (cinese: 晋文公)
- Re Zhuang di Chu (cinese: 楚莊王)
- Duca Mu di Qin (cinese: 秦穆公)
- Duca Xiang di Song (cinese: 宋襄公)

I tre primi egemoni sono raramente contestati. Alcune versioni mettono in dubbio gli ultimi due nomi di questa lista. Una lista alternativa è la seguente :
- Duca Huan di Qi (cinese: 齐桓公)
- Duca Wen di Jin (cinese: 晋文公)
- Re Zhuang di Chu (cinese: 楚庄王)
- Re Helü di Wu (cinese: 吴王夫差)
- Re Goujian di Yue (cinese: 越王勾踐)